# Drame lyrique

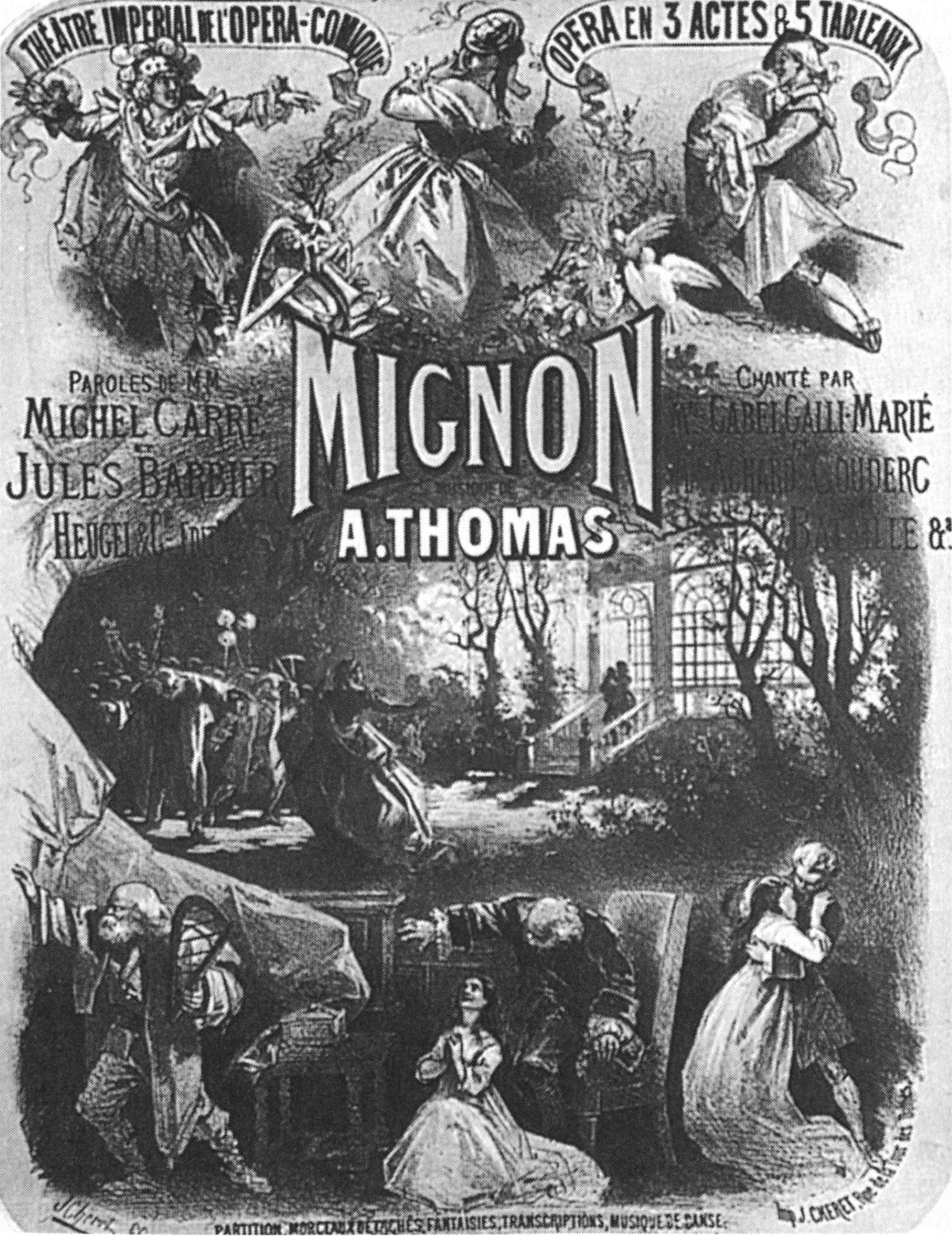
Programmzettel des Dame lyrique Mignon von 1866

Drame lyrique (frz., ungefähr „musikalisiertes Drama“, auch die wörtliche Übersetzung „lyrisches Drama“ kommt vor) ist eine Bezeichnung für französische Opern hauptsächlich im 18. und im 19. Jahrhundert. Beim Drame lyrique ist eine äußerliche Operndramatik stark zurückgenommen, zu Gunsten der Seelenkonflikte, in denen sich die Hauptfiguren befinden.
Anders als Grand opéra und Opéra-comique war das Drame lyrique nicht mit einem gleichnamigen Pariser Opernhaus verbunden und ist als Gattung daher weniger scharf begrenzt. Eine gewisse Verbindung zu dem 1862 eröffneten Théâtre-Lyrique Impérial (dem heutigen Théâtre de la Ville) lässt sich allerdings beobachten.

## Geschichte
Drame lyrique oder Scène lyrique nannten sich bereits einzelne Melodramen und empfindsame beziehungsweise sentimentale Opern im 18. Jahrhundert seit Jean-Jacques Rousseaus Pygmalion (1770). Jean-Frédéric Edelmann und Étienne-Nicolas Méhul haben diese Bezeichnung verwendet. Sie grenzt sich ab von der prunkvollen höfischen Tragédie lyrique und steht im Zusammenhang mit einem neuen bürgerlichen Interesse an der Seelenverfassung des Individuums im Umfeld der französischen Revolution. Diese frühen Drames lyriques (wie auch die Opéra-comique, mit der sie zusammenhängen) sind häufig mit Balletttanz verbunden.
Als Gattungsname wird Drame lyrique allerdings erst nach 1860 relevant, als sich die Konkurrenz zwischen Grand opéra und Opéra-comique, die das Pariser Opernleben seit etwa 1830 beherrschte, abgeschwächt hatte. Das Drame lyrique grenzt sich ab von Richard Wagners musikalisch massiverem Musikdrama und von der krassen Dramatik der Verismo-Oper, aber nimmt auch Elemente von ihnen auf. Anregungen zur Entstehung dieser Gattung kamen etwa von Giuseppe Verdi (z. B. La traviata, 1853). Für dieses Genre der zweiten Hälfte des 19. Jahrhunderts findet sich gelegentlich auch die Bezeichnung Opéra lyrique.
Die narzisstischen Helden aus Faust (1859) von Charles Gounod, aus Mignon (1866) von Ambroise Thomas oder Werther von Jules Massenet (1892) sind charakteristisch für das Drame lyrique. Claude Debussy hat es mit Pelléas et Mélisande (1902) zur impressionistischen Kunstform gemacht und seine Sentimentalität dabei durch eine Art psychoanalytische Kühle ersetzt. Giacomo Puccini integrierte Merkmale des Drame lyrique in seine Opern. Die Avantgarden zu Beginn des 20. Jahrhunderts lehnten diese Kunstform zusehends ab.